# Gerhard Petritsch
Gerhard Petritsch (* 2. September 1940 in Berchtesgaden) ist ein ehemaliger österreichischer Sportschütze.

## Erfolge
Gerhard Petritsch gewann mit der Schnellfeuerpistole 1978 bei den Weltmeisterschaften in Seoul die Bronzemedaille. Er nahm an vier Olympischen Spielen teil. 1972 belegte er in München den achten, 1976 in Montreal den siebten Platz. Bei den Olympischen Spielen 1980 in Moskau erzielte er ebenso wie Corneliu Ion und Jürgen Wiefel mit 596 Punkten das beste Ergebnis. Im darauffolgenden Stechen schossen Ion und Wiefel 148 Punkte, während Petritsch lediglich auf 146 Punkte kam und somit die Bronzemedaille erhielt. Die Spiele 1984 in Los Angeles schloss er auf dem elften Platz ab.